# Pioseczna
Pioseczna (cz. Písečnáⓘ) – wieś gminna na Śląsku Cieszyńskim w Czechach, w kraju morawsko-śląskim (powiat Frydek-Mistek).

## Położenie
Pioseczna leży w Beskidzie Śląskim, na prawym brzegu doliny Olzy. Usytuowana jest na wschód od Jabłonkowa, na prawym brzegu potoku Kotelnica, na stokach wznoszących się ku Groniczkowi (837 m n.p.m.) w Pasmie Stożka i Czantorii.

## Historia
Zasiedlona została prawdopodobnie już w 1446 roku. Pierwszymi osadnikami mieli być trzej bracia Skrzekowie, pochodzący z Jabłonkowa. W latach 40. XVI w. było tu już 64 mieszkańców, trudniących się głównie szałaśnictwem. Wieś wzmiankowana była w książęcym urbarzu z 1577 r. wraz z Mostami i Gródkiem.
Była częścią Jabłonkowa. 3 czerwca 2000 r. w Piosecznej odbyło się referendum w sprawie statutu miejscowości, w wyniku którego od 1 stycznia 2001 r. stała się ona samodzielną jednostką administracyjną, liczącą 804 mieszkańców, z czego 215 (26,7%) Polaków.